# Ernir (Skutulsfjörður)
Ernir ist ein Berg im Nordwesten Islands in Vestfirðir und ist 628 m hoch. 

## Lage
Er ragt gegenüber der Stadt Ísafjörður auf der Ostseite des Fjords Skutulsfjörður auf. 

## Name
Der Name des Berges bedeutet Adlerberg (eigentlich dt. die Adler, ernir ist der Plural von isl. örn).

## Beschreibung
In ihn schneidet ein Hängetal namens Naustahvílft ein. Dieses wurde von einem Eiszeitgletscher geschaffen, der sich dort noch längere Zeit nach dem Verschwinden der auf den Hochebenen ruhenden Gletscher befand.
Wie an vielen Bergen der Westfjorde sind seine Hänge sehr steil. Die Gletscher der Eiszeit haben hier während der Kaltzeiten einer 3 Millionen Jahre andauernden Eiszeit Lavalagen bearbeitet, die ihrerseits 13–14 Millionen alt sind. Das älteste Gestein von Island befindet sich in den Westfjorden. Das erklärt sich dadurch, dass sie zu der Zeit, d. h. vor über 13 Millionen Jahren über dem Hot Spot lagen und die Plattengrenze über sie hinweglief. Nachkommendes Material (Magma) aus dem Erdinneren schob sie immer weiter von der sich nach Osten verschiebenden aktiven Vulkanzone weg.

## Verkehrshindernis
In schneereichen Wintern besteht unterhalb des Berges die Gefahr von Schneelawinen auf der Verbindungsstraße, die nach Súðavík und weiter nach Reykjavík führt. Daher überlegt man auch hier wie mancherorts in Island den Bau eines Tunnels.

## Wandern am Berg
Durch das Hängetal Naustahvílft kann man auf den Berg hinaufwandern.